# Koster Marin
Koster Marin är ett rederi som bedriver passagerartrafik och frakttrafik mellan Kosteröarna och Strömstad. 1982 övertog bolaget fraktrafiken till kosteröarna från AB Koster Trafik, sedan 1989 kör även bolaget passagerartrafiken till öarna. Trafiken bedrivs med fem passagerarbåtar samt två fraktbåtar, passagerartrafiken bedrivs på uppdrag av Västtrafik. Fartygen som används är Kostersund, Kostervåg, Kosterfjord, Kosterbris, Kosterfärjan, Kosterfärjan 2 och Kosterfärjan 4, de fyra förstnämnda är av typ katamaraner. 
Mars 2024 förlorade Koster Marin Västtrafiks upphandling av trafiken till Kosteröarna, Koster Marin överklagade tilldelningsbeslutet till förvaltningsrätten men fick avslag. Företaget fick även avslag i Kammarrätten och Högsta Förvaltningsrätten. Från och med September 2026 körs passagerartrafiken av Torghatten AB.